# 1620年代
1620年代（せんろっぴゃくにじゅうねんだい）は、西暦（グレゴリオ暦）1620年から1629年までの10年間を指す十年紀。

## できごと
- アメリカ：
  - ニューヨーク湾とハドソン川にオランダの植民地ができる。
  - マサチューセッツとバージニアにイギリスの植民地ができる。

### 1620年
- 7月17日（元和6年6月18日） - 徳川秀忠の娘・和子（東福門院）が後水尾天皇の女御として入内。
- 9月16日 - ピルグリム・ファーザーズがメイフラワー号でアメリカへ渡る。
- 11月20日 - ボヘミアで白山（ビーラー・ホラ）の戦い。
- イングランド：発明家コルネリウス・ドレベル、世界初の潜水艦を建造。

### 1621年
- オランダ西インド会社設立。
- スウェーデン・ポーランド戦争。（ - 1629年）

### 1622年
- 長崎でキリスト教徒55名が処刑される（元和の大殉教）。
- 宇都宮城釣天井事件。

### 1623年
- 2月23日 - アンボイナ事件
- 8月23日（元和9年7月27日） - 徳川家光が江戸幕府の第3代将軍となる。
- ウィルヘルム・シッカート、世界初の計算機を製作。

### 1624年
- 4月17日（元和10年2月30日） - 日本、改元して寛永元年。
- フランス、リシュリューが宰相に任命（-1642年）。
- 三十年戦争において、フランス主導の対ハプスブルク同盟結成。

### 1625年
- デンマーク王クリスチャン4世、三十年戦争に参戦。

### 1626年
- ヌルハチが死去し、ホンタイジが清朝の第2代皇帝として即位。
- 寛永通宝の鋳造が始まる（この時点ではまだ官銭ではない）。
- ルッターの戦い。

### 1627年
- 家畜のウシのもとになったとされる野生動物オーロックスが絶滅。
- ヨハネス・ケプラー、『ルドルフ惑星表』を公刊。
- 紫衣事件

### 1628年
- 1月 - スウェーデン・デンマーク同盟締結（三十年戦争）。
- 権利請願(イングランド王国)．
- ウィリアム・ハーベー、血液循環説を発表。

### 1629年
- 日本：遊女歌舞伎が禁止される。
- 5月 - リューベックの和約締結。デンマーク、三十年戦争から撤退。
- 9月26日 - アルトマルクの和議締結、スウェーデン・ポーランド戦争終結。